# DKSH
DKSH, conosciuta anche come DiethelmKellerSiberHegner, è una holding svizzera specializzata in servizi di espansione del mercato, quali ad esempio l'outsourcing.

## Storia
Sebbene la sua sede sia a Zurigo, DKSH è profondamente radicata nelle comunità di tutta la regione dell'Asia del Pacifico. L'azienda offre infatti qualsiasi combinazione di approvvigionamento, marketing, vendite, distribuzione e servizi post-vendita. È organizzata in quattro unità di business: beni di consumo (incluso il segmento di business lusso e stile di vita), sanità, materiali ad alte prestazioni e tecnologia. Il suo core business è supportare altre aziende a far crescere la propria attività in mercati nuovi o esistenti. Con 870 sedi commerciali in 37 mercati e 32.600 collaboratori specializzati rientra tra le prime 30 aziende svizzere per fatturato e dipendenti. Nel 2022 DKSH ha generato un fatturato netto annuo di 11,3 miliardi di franchi.